# 総義歯補綴学
総義歯補綴学（そうぎしほてつがく）は、歯科補綴学の一分野で、総義歯を用いて無歯顎者の機能の回復することを主として研究・分析・治療を行う学問のことである。全部床義歯学（ぜんぶしょうぎしがく）とも呼称される。
近年、高齢者においても無歯顎者の割合は低下しているが、急激な高齢化に伴い、重要性は増加している。